# Guilty by Affiliation
Guilty by Affiliation è il terzo album solista di WC, prodotto dalla casa discografica di Ice Cube, la Lench Mob Records.
Ice Cube è il maggior cantante che ha collaborato nell'album. Gli altri artisti che hanno fatto da featuring sono Snoop Dogg e The Game.

## Playlist
| #  | Titolo                     | Produttori                            | in collaborazione con     | Durata |
| -- | -------------------------- | ------------------------------------- | ------------------------- | ------ |
| 1  | "This Is Los Angeles"      | Jelly Roll                            | Ice Cube                  | 3:08   |
| 2  | "West Coast Voodoo"        | Teak "Tha Beatsmith" and Dee Underdue | The Game                  | 3:23   |
| 3  | "Jack & the Bean Stalk"    | Nottz                                 |                           | 4:44   |
| 4  | "Paranoid"                 | Mr. Porter                            | Ice Cube                  | 4:10   |
| 5  | "Guilty by Affiliation"    | Teak "Tha Beatsmith" and Dee Underdue | Ice Cube                  | 4:08   |
| 6  | "Dodgeball"                | Emile                                 | Snoop Dogg, Butch Cassidy | 4:23   |
| 7  | "Keep It 100"              | Laylaw, D-Mac                         | Ice Cube                  | 4:17   |
| 8  | "Crazy Toones 4 President" | Teak "Tha Beatsmith" and Dee Underdue |                           | 2:22   |
| 9  | "If You See a Bad Bitch"   | Teak "Tha Beatsmith" and Dee Underdue | Ice Cube                  | 3:47   |
| 10 | "Look at Me"               | Rick Rock                             | Ice Cube                  | 3:28   |
| 11 | "Side Dick"                | The Legendary Traxster                |                           | 3:27   |
| 12 | "80's Babies"              | Teak "Tha Beatsmith" and Dee Underdue | Ice Cube                  | 3:38   |
| 13 | "Gang Injunctions"         | Emile                                 |                           | 2:57   |
| 14 | "Addicted to It"           | Teak "Tha Beatsmith" and Dee Underdue | Ice Cube                  | 4:29   |